# كلية نيرمالا للهندسة
كلية نيرمالا للهندسة (بالإنجليزية: Nirmala College of Engineering)‏؛ كلية خاصة تقع في مدينة كونابيلي بـ منطقة ثريسور في ولاية كيرالا جنوب شرق الهند، وتحديدا بالقرب من ضفاف نهر أثيرابيلي. تتبع الكلية لجامعة APJ عبد الكلام وجامعة كاليكوت.

## أقسام الكلية
- هندسة مدنية
- هندسة علوم الكمبيوتر
- هندسة السيارات
- قسم العلوم التطبيقية
- هندسة الميكاترونكس
- مهندس ميكانيكي

## روابط خارجية
- الموقع الرسمي